# Narin repülőtér
A Narin repülőtér (kirgiz nyelven: Нарын аэропорту, orosz nyelven: Нарынский аэропорт) (ICAO: UAFN) Kirgizisztán egyik repülőtere, amely Narin közelében található. 

## Futópályák
A repülőtér futópályái:
- 08/26